# James McCaffrey

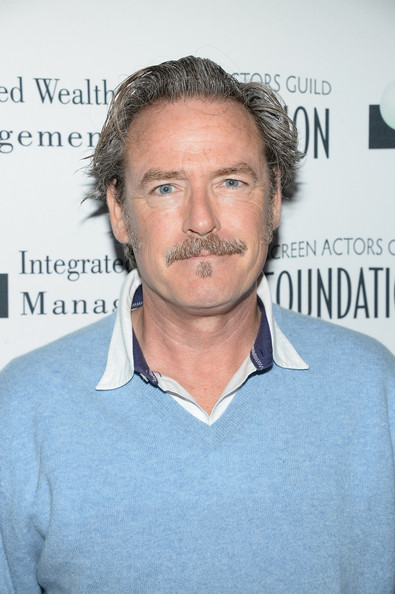
James McCaffrey, 2013

James McCaffrey (* 27. März 1958 in Belfast, Nordirland oder Albany, New York; † 17. Dezember 2023) war ein US-amerikanischer Schauspieler.

## Leben
James McCaffrey hatte in dem Film Nach uns die Sintflut seinen ersten Fernsehauftritt. Danach spielte er in vier Folgen der Fernsehserie Civil Wars mit. 1994 wurde der Pilotfilm zur Fernsehserie Viper gedreht. Danach spielte er die Hauptrolle des Joe Astors für 12 Folgen. Von 1996 bis 1999 nahm er die Rolle noch einmal auf.
McCaffrey spielte Haupt- und Nebenrollen in den Fernsehserien Criminal Intent – Verbrechen im Visier, Sex and the City, Rescue Me und Beautiful People. Sein Schaffen für Film und Fernsehen sowie seine Arbeit als Synchronsprecher umfasst mehr als 90 Produktionen.
Er sprach auch den Computerspielhelden Max Payne in der gleichnamigen Spielreihe, Edward Carnby, den Helden in Alone in the Dark (2008), dem fünften Teil der Alone-in-the-Dark-Reihe, sowie Zachariah Trench aus dem 2019 erschienenen Videospiel Control.
McCaffrey starb am 17. Dezember 2023 im Alter von 65 Jahren nach einer Krebserkrankung.

## Filmografie (Auswahl)

### Filme
- 1990: Nach uns die Sintflut (Bail Jumper)
- 1996: Lügen haben lange Beine (The Truth About Cats & Dogs)
- 1999: The Florentine
- 2003: American Splendor
- 2004: She Hate Me
- 2005: Hide and Seek – Du kannst dich nicht verstecken (Hide and Seek)
- 2007: Broken English
- 2009: Sordid Things
- 2010: Meskada
- 2012: To Redemption
- 2013: The Suspect
- 2014: A Cry from Within
- 2015: I Dream Too Much
- 2017: Sam
- 2017: Love is Blind – Auf den zweiten Blick (Blind)
- 2018: The Big Take
- 2019: Mob Town
- 2019: A Good Woman Is Hard to Find

### Fernsehserien
- 1994, 1996–1999: Viper (34 Folgen)
- 1994–1997: New York Undercover (7 Folgen)
- 1996: Swift Justice (13 Folgen)
- 1997: Big Easy – Straßen der Sünde (The Big Easy, Folge 2x08)
- 1998, 2001: Sex and the City (Folgen 1x07, 4x02)
- 2000: Law & Order: Special Victims Unit (Fernsehserie, 1 Episode)
- 2001: Der Job (The Job, Folge 1x04)
- 2003: Jung und Leidenschaftlich – Wie das Leben so spielt (As the World Turns, 7 Folgen)
- 2003: Hack – Die Straßen von Philadelphia (Hack, Folge 2x01)
- 2003: Criminal Intent – Verbrechen im Visier (Criminal Intent, Folgen 2x22–2x23)
- 2004–2011: Rescue Me (55 Folgen)
- 2008: Canterbury’s Law (4 Folgen)
- 2011, 2022: Blue Bloods – Crime Scene New York (Blue Bloods, Folge 1x11, 12x10)
- 2011: The Glades (Folge 2x12)
- 2011–2012: Revenge (4 Folgen)
- 2011: A Gifted Man (Folge 1x01)
- 2013–2018: Suits (3 Folgen)
- 2013: White Collar (Folge 5x01)
- 2014: The Following (Folgen 2x02, 2x04)
- 2014: Forever (Folge 1x02)
- 2016: Bull (Folge 1x20)
- 2017: Madam Secretary (Folge 3x12)
- 2017, 2019: Nola Darling (5 Folgen)
- 2018: Marvel’s Jessica Jones (Folgen 2x02, 2x04)

## Synchronarbeiten (Auswahl)

### Videospiele (Auswahl)
- 2001: Max Payne als Max Payne (nur Stimme)
- 2003: Max Payne 2: The Fall of Max Payne als Max Payne (nur Stimme)
- 2008: Alone in the Dark als Edward Carnby
- 2010: Alan Wake als Thomas Zane
- 2012: Max Payne 3 als Max Payne (Stimme und Motion Capture)
- 2019: Control als Zachariah Trench
- 2023: Alan Wake II als Alex Casey (nur Stimme)